# Montenegros flagga
Montenegros flagga antogs av Montenegros parlament som interimsflagga 12 juli 2000. Flaggan är röd med Montenegros statsvapen och en gul bård. Statsvapnets huvudmotiv är en dubbelörn och ett lejon. Rött har använts i tidigare montenegrinska statsbildningars flaggor, liksom utformningen med en bård i silver eller guld. Under tiden som delrepublik i det socialistiska Jugoslavien användes en trikolor i de panslaviska färgerna rött-vitt-blått med en röd stjärna med gyllene kant. Mellan 1993 och självständigheten användes en trikolor utan stjärnan. Den 21 maj 2006 hölls en folkomröstning om Montenegros självständighet, som vanns av ja-sidan med knapp majoritet. Den 3 juni 2006 blev Montenegro självständigt, och i samband med detta blev flaggan officiell nationsflagga. Proportionerna är 1:2.